# ديميني
ديميني (Διμήνι) هي مدينة في ماغنيسيا في مقاطعة فوريا إلادا في اليونان.
يبلغ عدد سكانها حوالي 2121 نسمة.

## معرض صور

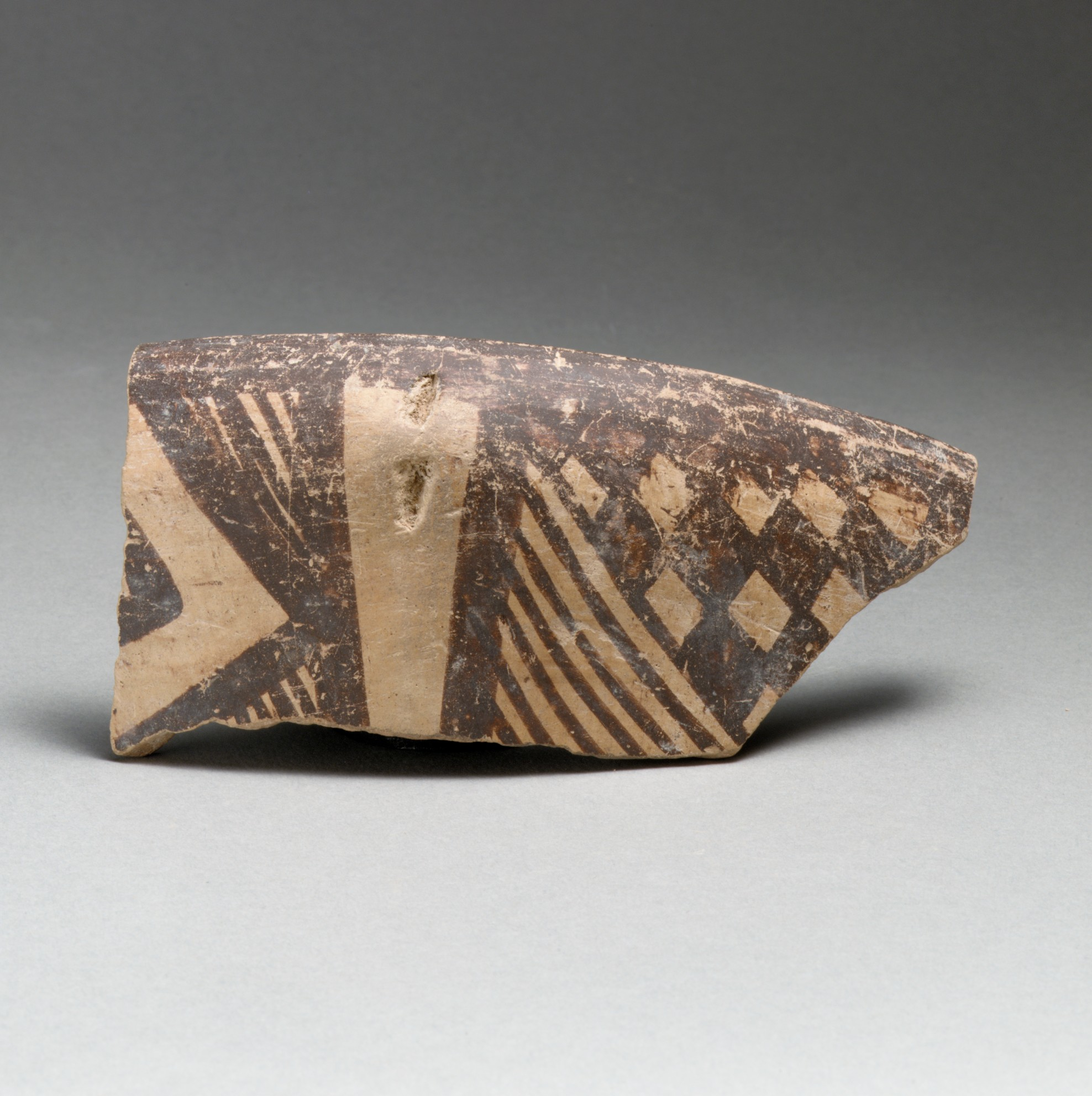
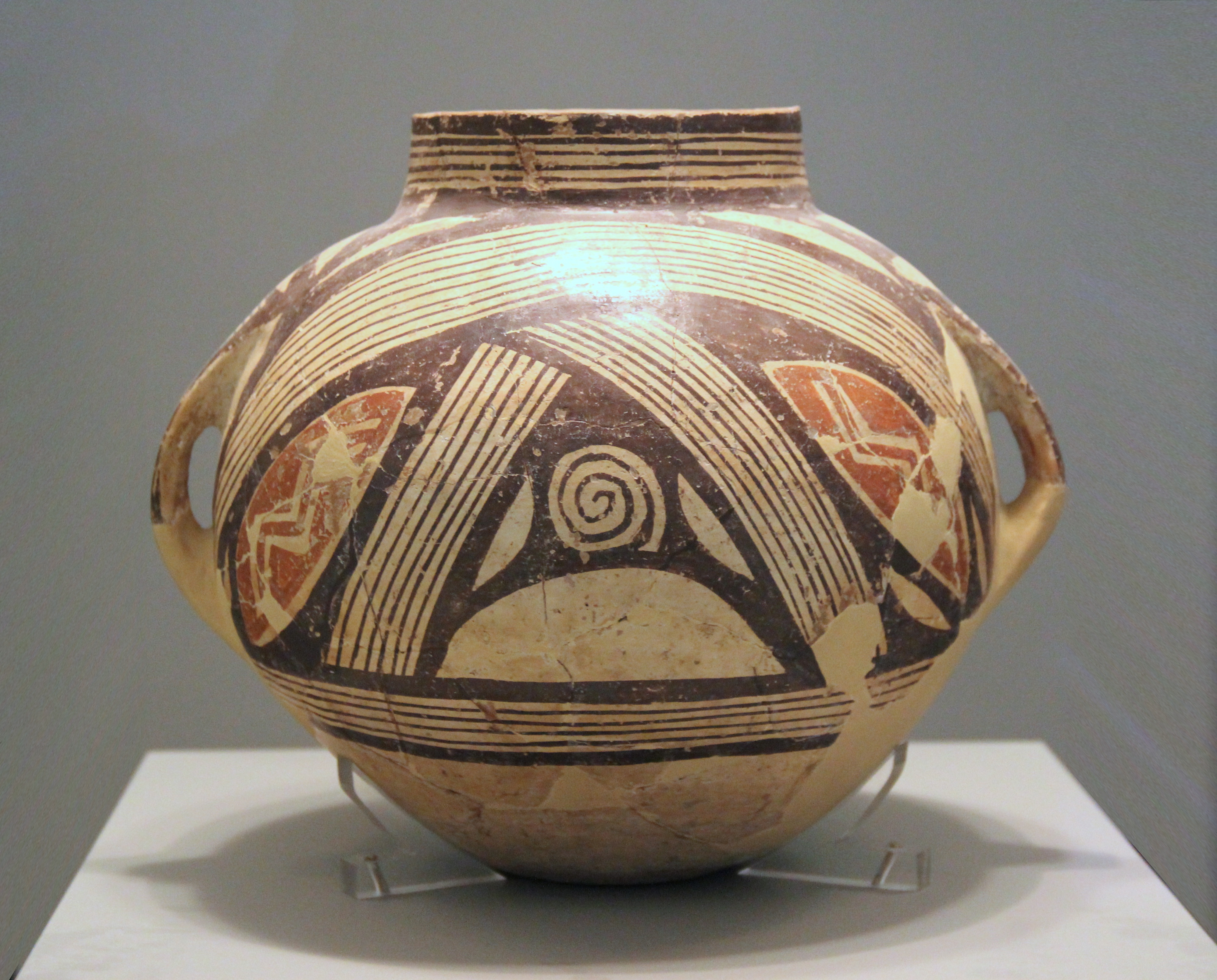
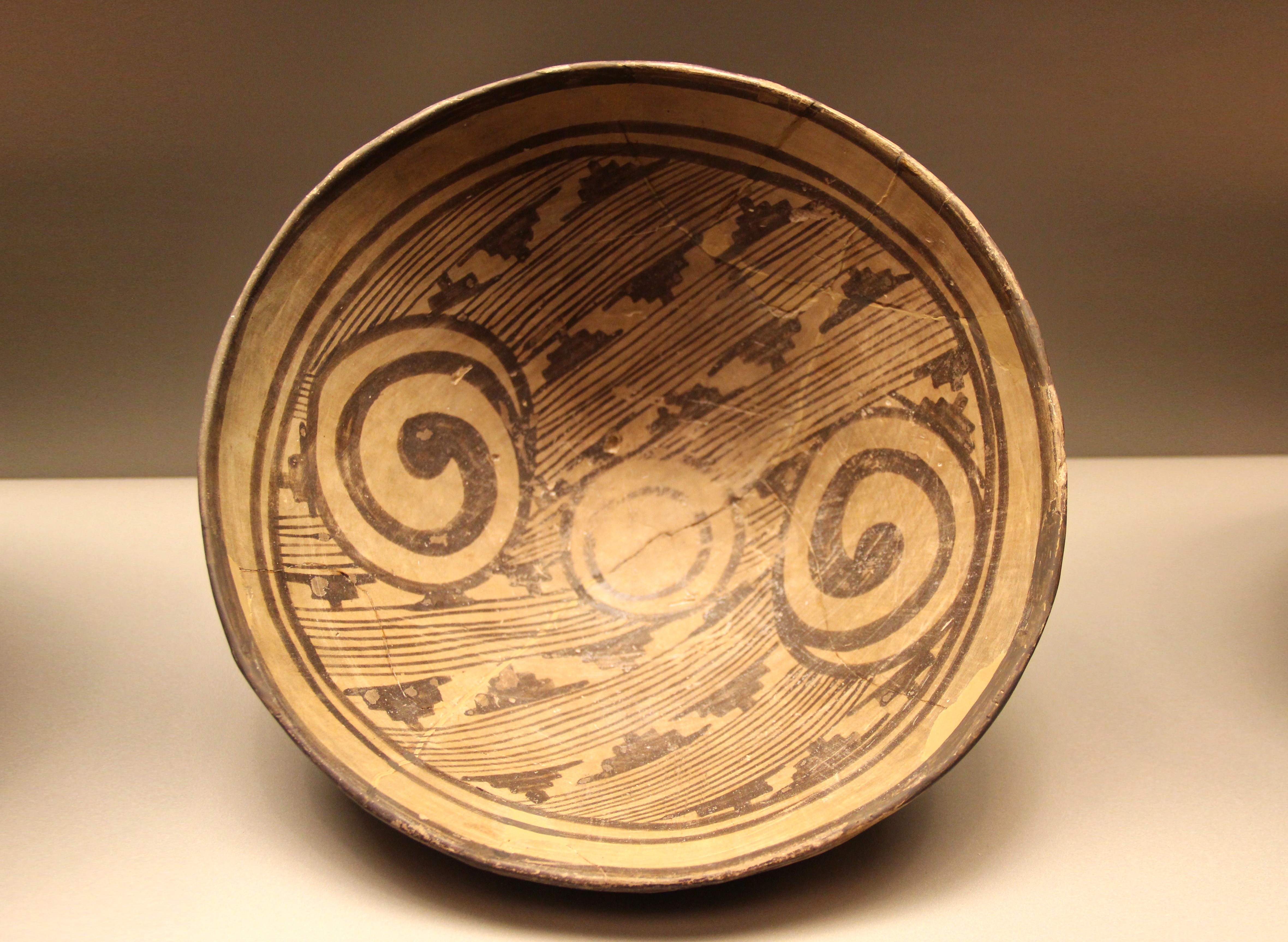
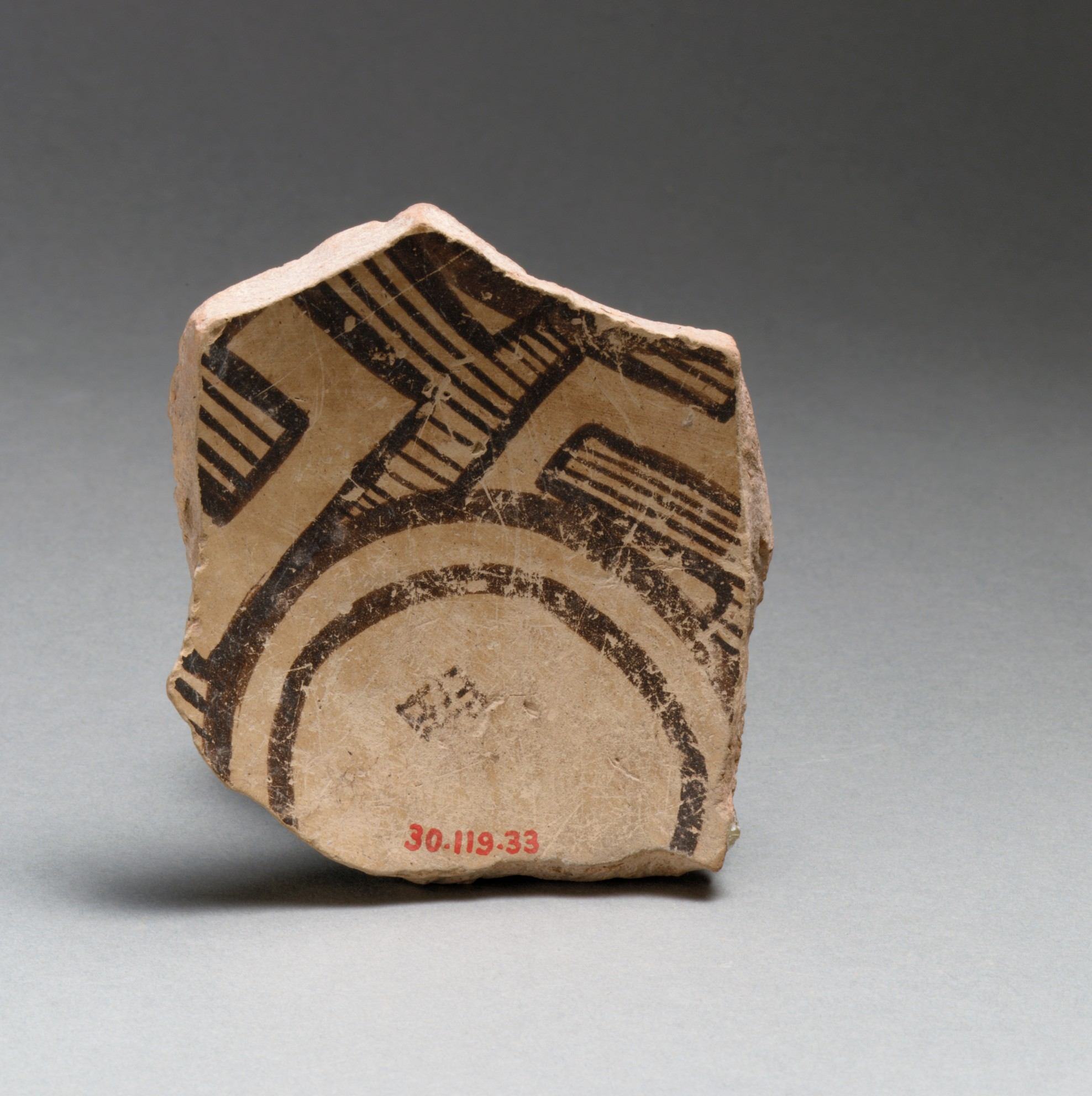
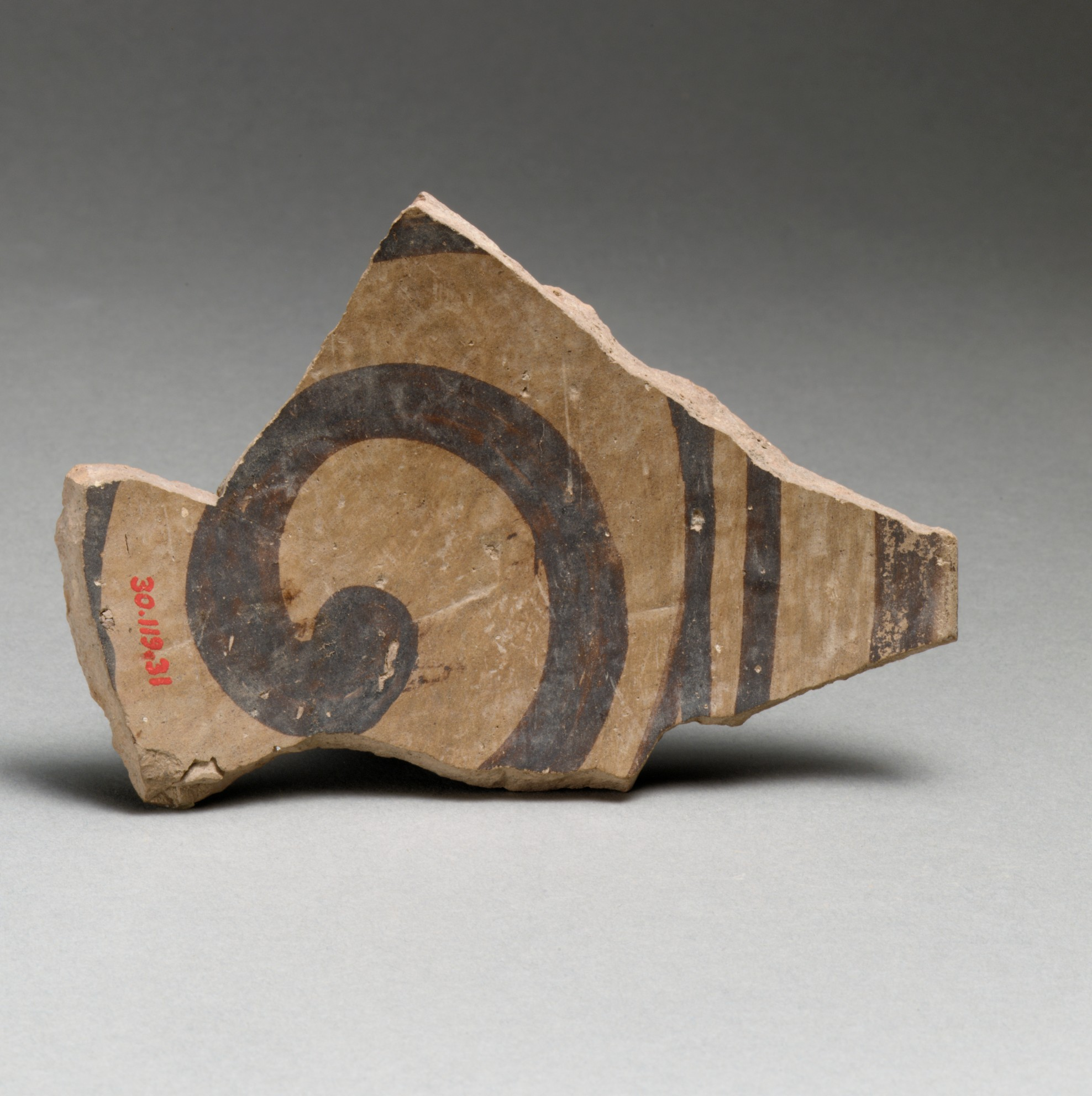